# Faculté des sciences humaines de l'université Loránd-Eötvös
 (juillet 2022).
La mise en forme du texte ne suit pas les recommandations de Wikipédia : il faut le « wikifier ».
Les points d'amélioration suivants sont les cas les plus fréquents. Le détail des points à revoir est peut-être précisé sur la page de discussion.
- Les titres sont pré-formatés par le logiciel. Ils ne sont ni en capitales, ni en gras.
- Le texte ne doit pas être écrit en capitales (les noms de famille non plus), ni en gras, ni en italique, ni en « petit »…
- Le gras n'est utilisé que pour surligner le titre de l'article dans l'introduction, une seule fois.
- L'italique est rarement utilisé : mots en langue étrangère, titres d'œuvres, noms de bateaux, etc.
- Les citations ne sont pas en italique mais en corps de texte normal. Elles sont entourées par des guillemets français : « et ».
- Les listes à puces sont à éviter, des paragraphes rédigés étant largement préférés. Les tableaux sont à réserver à la présentation de données structurées (résultats, etc.).
- Les appels de note de bas de page (petits chiffres en exposant, introduits par l'outil «  Source ») sont à placer entre la fin de phrase et le point final[comme ça].
- Les liens internes (vers d'autres articles de Wikipédia) sont à choisir avec parcimonie. Créez des liens vers des articles approfondissant le sujet. Les termes génériques sans rapport avec le sujet sont à éviter, ainsi que les répétitions de liens vers un même terme.
- Les liens externes sont à placer uniquement dans une section « Liens externes », à la fin de l'article. Ces liens sont à choisir avec parcimonie suivant les règles définies. Si un lien sert de source à l'article, son insertion dans le texte est à faire par les notes de bas de page.
- La présentation des références doit suivre les conventions bibliographiques. Il est recommandé d'utiliser les modèles {{Ouvrage}}, {{Chapitre}}, {{Article}}, {{Lien web}} et/ou {{Bibliographie}}. Le mode d'édition visuel peut mettre en forme automatiquement les références.
- Insérer une infobox (cadre d'informations à droite) n'est pas obligatoire pour parachever la mise en page.

Pour une aide détaillée, merci de consulter Aide:Wikification.
Si vous pensez que ces points ont été résolus, vous pouvez retirer ce bandeau et améliorer la mise en forme d'un autre article.
La Faculté des sciences humaines Eötvös Loránd (ELTE) est la plus ancienne faculté de l'Université Eötvös Loránd, Budapest, Hongrie. Elle a été fondée par le Cardinal Archevêque d'Esztergom Prince Primat de Hongrie, Péter Pázmány en 1635.

## Instituts
La Faculté des sciences humaines se compose de 16 instituts.
| Institut                                                        | Départements |
| --------------------------------------------------------------- | --- |
| École d'études anglaises et américaines                         | Département d'études américaines Département d'études anglaises Département de linguistique appliquée anglaise Département de linguistique anglaise Département de pédagogie de la langue anglaise |
| Institut de philosophie                                         | Département de philosophie générale Département de logique Département de philosophie ancienne et médiévale Département de philosophie moderne et contemporaine |
| Institut d'études germaniques                                   | Département d'études néerlandaises Département de linguistique allemande Département d'enseignement des langues et de pédagogie des langues étrangères Département de littérature allemande Département des langues et littératures scandinaves |
| Institut de bibliothéconomie et des sciences de l'information   | Département de bibliothéconomie Département des sciences de l'information |
| Institut de littérature et d'études culturelles hongroises      | Département de littérature hongroise moderne Département de littérature comparée et d'études culturelles Département de littérature hongroise ancienne Département de littérature hongroise classique |
| Institut de linguistique hongroise et d'études finno-ougriennes | Département de linguistique appliquée et de phonétique Département d'études finno-ougriennes Département de linguistique historique hongroise, sociolinguistique et dialectologie Département de linguistique hongroise moderne |
| Institut de théorie de l'art et d'études médiatiques            | Département d'esthétique Département d'études cinématographiques Département des médias et de la communication |
| Institut des arts de la communication et de la musique          | Département d'interprétation musicale Département de la culture musicale |
| Institut d'histoire de l'art                                    | Département d'art médiéval, renaissance et baroque Département d'art moderne et contemporain |
| Institut d'ethnographie et de folklore                          | Département du folklore Département d'ethnographie matérielle |
| Institut de médiation linguistique                              | Département de traduction et d'interprétation Département de hongrois comme langue étrangère |
| Institut d'études anciennes et classiques                       | Département d'assyriologie et d'études hébraïques Département d'égyptologie Département de grec Département de latin Département d'études religieuses |
| Institut d'études orientales                                    | Département d'études indiennes Division de la recherche en linguistique indo-européenne Collection linguistique indologique et indo-européenne Département d'études iraniennes Département d'études sémitiques et arabes Département d'études turques |
| Institut des sciences archéologiques                            | Département d'archéométrie et de méthodologie archéologique Département d'archéologie hongroise médiévale et moderne Département d'archéologie provinciale classique et romaine Département d'archéologie préhistorique et protohistorique |
| Institut d'études romanes                                       | Département de langue et littérature françaises Bibliothèque du Département de langue et littérature françaises Département de langue et littérature italiennes Bibliothèque du Département de langue et littérature italiennes Département de langue et littérature portugaises Bibliothèque du Département de langue et littérature portugaises Département de philologie roumaine Bibliothèque du Département de philologie roumaine Département de langue et littérature espagnoles                           |
| Institut de philologie slave et balte                           | Département d'études polonaises Département de langue et littérature russes Département d'études slaves Département d'études ukrainiennes |
| Institut d'études de l'Asie de l'Est                            | Département de bouddhologie et de tibétologie Département d'études japonaises Département d'études chinoises Département d'études coréennes Département d'études mongoles et d'Asie intérieure |
| Institut d'études historiques                                   | Atelier Département d'histoire interdisciplinaire Département des humanités numériques Département d'histoire économique et sociale Département d'histoire de l'Europe orientale et centrale et de russistique historique Département d'histoire moderne Département d'histoire médiévale Département d'histoire culturelle Département d'histoire ancienne Département d'études auxiliaires d'histoire Département d'histoire moderne et contemporaine Département d'histoire hongroise moderne et contemporaine |

## Organisme
La direction actuelle se compose de 1 doyen et 4 vice-doyens.

### Direction de la faculté
| Titre       | Nom                                                     |
| ----------- | ------------------------------------------------------- |
| doyen       | Dávid Bartus                                            |
| Vice-doyens | Ildiko Horn Krisztina Horváth Judit Bona Ildiko Horváth |

### Doyens
| - 1900-01 : Frigyes Medveczky - 1901-02 : Frigyes Medveczky - 1902-03 : Imre Payer Imre - 1903-04 : Aladár Ballagi - 1904-05 : Lajos Lóczy Lajos - 1905-06 : Gyula Pasteiner - 1906-07 : István Hegedűs - 1907-08 : Gyula Lánczy - 1908-09 : Oszkár Asbóth - 1909-10 : József Szinnyei - 1910-11 : Remig Békefi - 1911-12 : Manó Beke - 1912-13 : Ernő Fináczy - 1913-14 : Sándor Mágócsy-Dietz - 1914-15 : Bernát Alexander - 1915-16 : Gedeon Petz - 1916-17 : Radó Kövesligethy - 1917-18 : Ignaz Goldziher - 1918-19 : Dávid Angyal - 1919-20 : Dávid Angyal - 1920-21 : Gyula Haraszti - 1921-22 : Ferenc Siegescu - 1922-23 : József Siegescu - 1923-24 : Bálint Kuzsinszky | - 1924-25 : Antal Áldásy - 1925-26 : Arthur Yolland - 1926-27 : Sándor Domanovszky - 1927-28 : Lajos Méhelÿ - 1928-29 : Antal Hekler - 1929-30 : Béla Mauritz - 1930-31 : Károly Papp - 1931-32 : István Heinlein - 1932-33 : Gyula Németh - 1933-34 : Gyula Kornis - 1934-35 : Zoltán Gombocz - 1934-35 : Gyula Németh - 1935-36 : János Melich - 1936-37 : István Rybár - 1937-38 : Elemér Császár - 1938-39 : Sándor Eckhardt - 1939-40 : Imre Szentpétery - 1940-41 : Tibor Gerevich - 1941-42 : Alajos Zambra - 1942-43 : Gyula Szekfű - 1943-44 : Imre Lukinich - 1944–47 : István Hajnal - 1947–49 : Zsirai Miklós - 1949–51 : Lajos Tamás | - 1951-52 : Elek Bolgár - 1952–53 : László Bóka - 1953–55 : László Bóka - 1955–56 : Tibor Kardos - 1953–56. Zoltán I. Tóth - 1956. décembre – 1957 : István Kniezsa - 1957-58 : József Turóczi-Trostler - 1958-59 : László Kardos - 1959–63 : István Tálasi - 1963–66 : István Sinkovics - 1966–69 : Lajos Elekes - 1969–75 : György Székely - 1975–79 : István Szathmári - 1979–82 : István Diószegi - 1982–90 : Ferenc Pölöskei - 1990–92 : György Hunyady - 1993–2000 : Károly Manherz - 2000–01 : Sándor Fodor - 2001–06 : Károly Manherz - 2006–15 : Tamás Dezső - 2015–17 : László Borhy, - 2017–18 : Csaba Borsodi - 2018–21 : Gábor Sonkoly - 2021- : Dávid Bartus |

### Docteurshonoris causa
Les personnes suivantes ont reçu le titre honorifique de la Faculté des sciences humaines.
- 2017-2018 :</img> Waldemar Zacharasiewicz, professeur à l'Université de Vienne
- 2016-17 :</img> Miklós Szabó, professeur émérite
- 2016-17 :</img> Xu Lin, directeur du Language Education Council en Chine
- 2015-16 :</img> Janusz K. Kozlowski, échéologue (professeur émérite)
- 2014-15 :</img> Mario Vargas Llosa, écrivain lauréat du prix Nobel
- 2013-14 :</img> Robert John Weston Evans, professeur à l'Université d'Oxford
- 2012-13 :</img> Dominique Combe, professeur à l'École normale supérieure
- 2012-13 :</img> Harriet Zuckerman, professeur à l'Université de Columbia
- 2012-13 :</img> Reinhard Olt, correspondant du Frankfurter Allgemeine Zeitung à Budapest
- 2011-12 :</img> Hans Ulrich Gumbrecht, professeur à l'université de Stanford
- 2010-11 :</img> Jacques Roubaud, poète français contemporain, mathématicien, membre de l'Oulipo
- 2010-11 :</img> Ferenc Pölöskei, professeur à Eötvös Loránd Tudományegyetem
- 2009-10 :</img> José Saramago, écrivain lauréat du prix Nobel †
- 2008-09 :</img> Zsigmond Ritoók, professeur émérite

## Personnalités liées à l'université

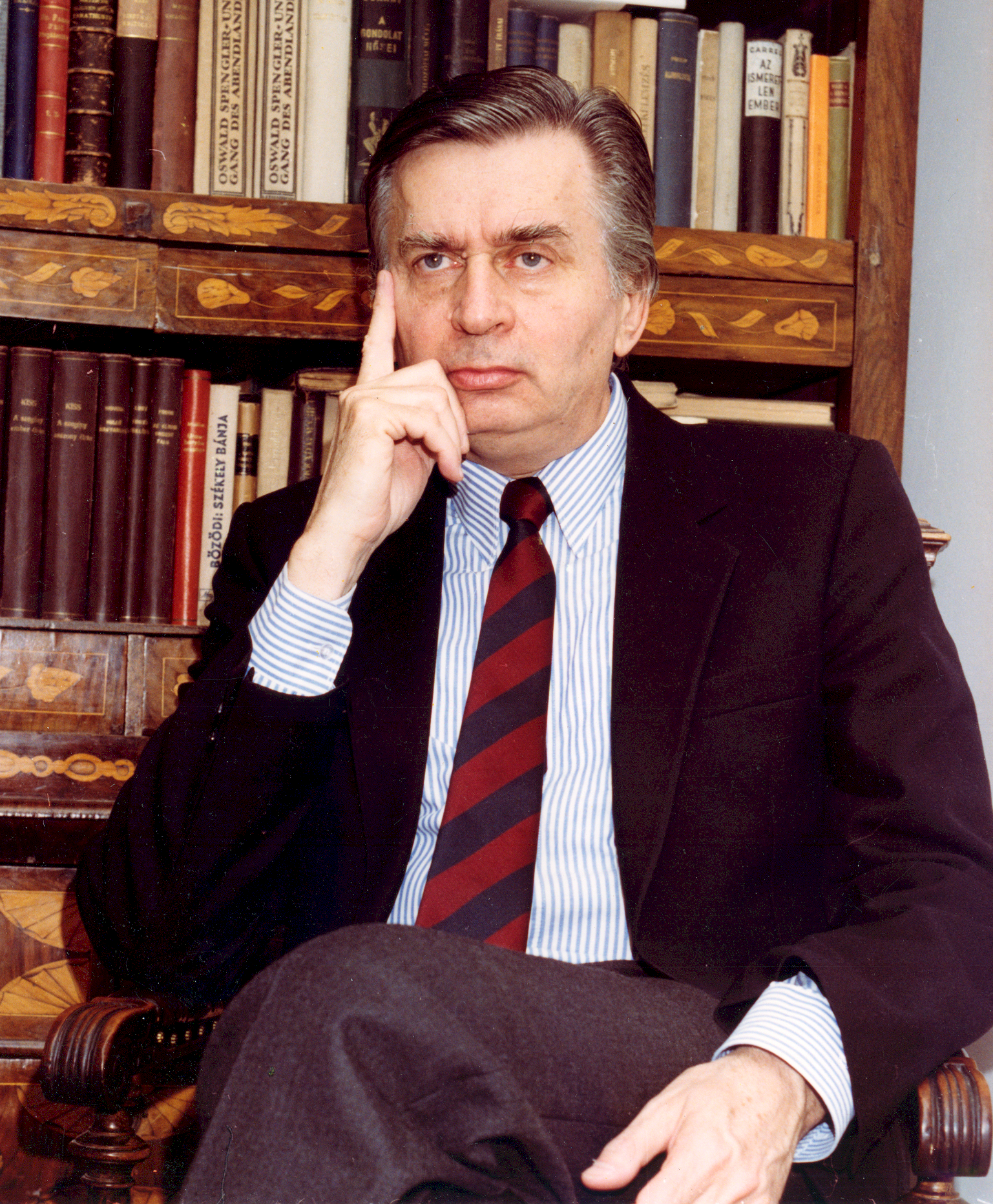
Premier ministre hongrois, József Antall

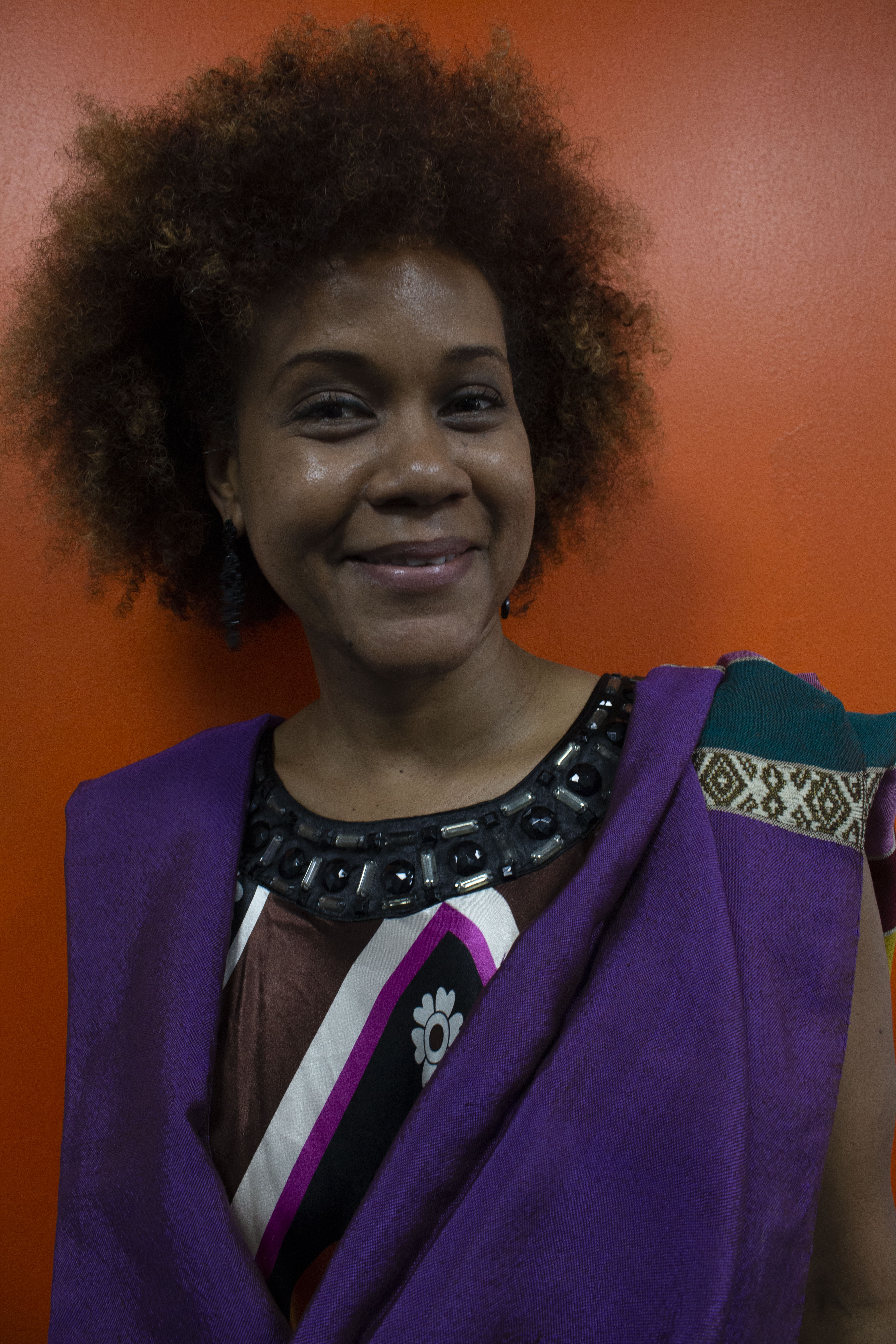
Maria Sarungi Tsehai

- József Antall, Premier ministre de Hongrie, 1990-1993
- Wilhelm Bacher, érudit juif hongrois, rabbin, orientaliste et linguiste
- Erzsébet Bajári, entomologiste, chercheur sur les guêpes
- Zsófia Bán, écrivain
- Therese Benedek, psychanalyste américano-hongroise
- Koloman Brenner, homme politique
- Kata Csizer, linguiste appliquée
- Mózes Csoma, coréen
- Zoltán Dörnyei, linguiste appliqué
- Ahn Eak-tai, compositeur classique coréen
- Péter Esterházy, romancier
- Endre Fülei-Szántó, linguiste
- Tibor Frank, historien
- Laszlo Garai, chercheur en psychologie
- Pál Schiller Harkai, philosophe et psychologue
- Ágnes Heller, philosophe
- Rózsa Hoffmann, politicienne
- Zsuzsanna Jakab, directrice du Bureau régional de l'Organisation mondiale de la Santé pour l'Europe
- László Kákosy, égyptologue
- András Kenessei, historien de l'art, écrivain et journaliste
- Karl Kerényi, chercheur en philologie classique, cofondateur des études modernes sur la mythologie grecque
- Judit Kormos, linguiste appliquée
- László Mérő, psychologue chercheur et auteur de vulgarisation scientifique
- Teodor Murăşanu, écrivain et enseignant roumain
- Ádám Nádasdy, linguiste et poète
- Raphael Patai, ethnographe juif hongrois, historien, orientaliste et anthropologue
- Ágoston Pável, écrivain hongrois slovène, poète, ethnologue, linguiste et historien
- Csaba Pléh, psychologue
- Maria Schmidt, historienne
- Tamás Soproni, homme politique
- József Szájer, député européen ( Fidesz )
- Stephen Ullmann, linguiste des langues romanes, spécialiste de la sémantique
- Maria Sarungi Tsehai, militante
- Gabor Vona, homme politique
- Sándor Wekerle, triple Premier ministre du Royaume de Hongrie

## Bibliothèque

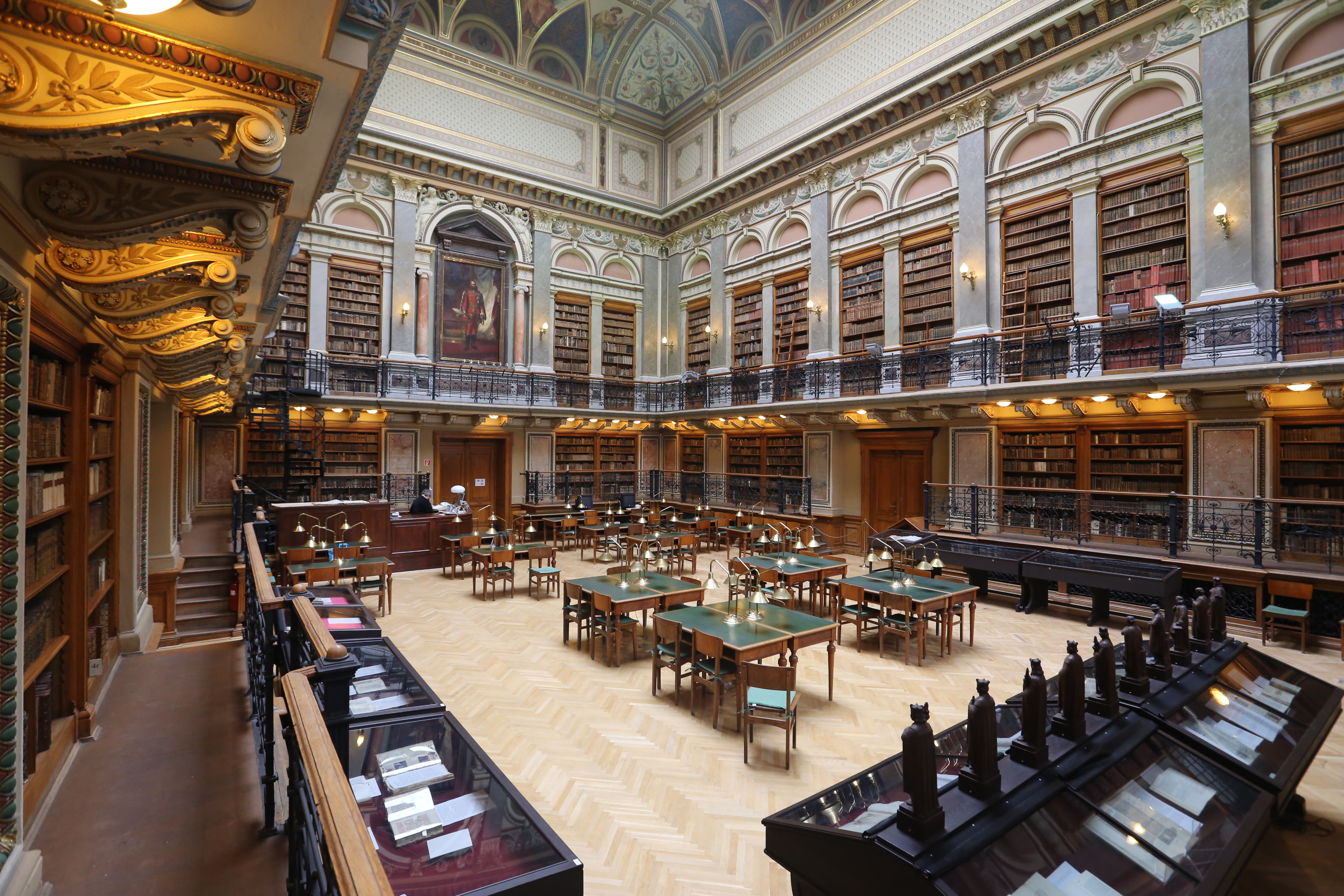
La bibliothèque de la Faculté des sciences humaines

La Faculté possède une bibliothèque principale et 13 bibliothèques au niveau institutionnel. L'Institut d'études romanes dispose de bibliothèques au niveau départemental.
- Bibliothèque de l'École d'études anglaises et américaines
- Bibliothèque de l'Institut de philosophie
- Bibliothèque de l'Institut d'études germaniques
- Bibliothèque de l'Institut de bibliothéconomie et des sciences de l'information
- Institut de littérature et d'études culturelles hongroises Bibliothèque Toldy Ferenc
- Bibliothèque de l'Institut de linguistique hongroise et d'études finno-ougriennes
- Bibliothèque de l'Institut d'histoire de l'art
- Bibliothèque de l'Institut d'ethnographie et de folklore
- Institut d'études anciennes et classiques Bibliothèque Harmatta János
- Bibliothèque de l'Institut des sciences archéologiques
- Bibliothèque de l'Institut de philologie slave et balte
- Bibliothèque de l'Institut d'études de l'Asie de l'Est
- Institut d'études historiques Bibliothèque Szekfű Gyula